# بطولة العالم للدراجات على المضمار 1900
بطولة العالم للدراجات على المضمار 1900 هي الدورة ال8 من بطولة العالم للدراجات على المضمار، أجريت في باريس، فرنسا.

## النتائج النهائية
| المسابقة                              | ذهبية                     | فضية                | برونزية              |
| ------------------------------------- | ------------------------- | ------------------- | -------------------- |
| الرجال                                |                           |                     |                      |
| السرعة الفردية                        | ادمون جاكلين (FRA)        | Harie Meyers (NED)  | ويلي آريند (GER)     |
| سباق مطاردة الدراجة النارية للهواة    | لويس باستيان (دراج) (FRA) | Wilhelm Henie (NOR) | روجر هيلدبراند (FRA) |
| سباق مطاردة الدراجة النارية للمحترفين | Constant Huret (FRA)      | إدوارد تايلور (GBR) | Emile Bouhours (FRA) |